# 安哥拉足球協會
安哥拉足球協會（葡萄牙語：Federação Angolana de Futebol）是專門管轄安哥拉足球事務的組織。安哥拉足球協會成立於1979年，並在1980年加入國際足協。此外，它還是非洲足協和南非洲足球協會議會的成員之一。

## 外部連結
- 官方網頁（葡萄牙文）
- 國際足協網頁 （页面存档备份，存于）
- 非洲足協網頁 （页面存档备份，存于）